# Едвард Пірсон Рамзі
Е́двард Пі́рсон Ра́мзі (англ. Edward Pierson Ramsay; 3 грудня 1842 — 16 грудня 1916) — австралійський зоолог, фахівець з орнітології.

## Біографія
Рамзі народився в Сіднеї. З 1863 до 1865 року вивчав медицину в Сіднейському університеті, однак покинув навчання. Він з дитинства цікавився природничими науками. Хоч він ніколи не мав формальної освіти, він опублікував багато наукових праць, які були визнані науковою спільнотою.
1866 року Рамзі був прийнятий в Зоологічне товариство Лондону. Він був співзасновником Ліннеєвського товариства Нового Південного Уельсу (1874), а з 1874 по 1894 роки — куратором Австралійського музею. На цій посаді він зібрав велику колекцію зброї, одягу, посуду і прикрас корінних народів Полінезії та Австралії. В цей період він опублікував чотиритомний «Каталог австралійських птахів Австралійського музею Сіднея» (Catalogue of the Australian Birds in the Australian Museum at Sydney).
1883 року Рамзі здійснив подорож до Лондону, де відвідав Міжнародну виставку рибальства. Там він зустрівся з військовим хірургом і відомим іхтіологом Френсісом Деєм, який вже протягом кількох десятиліть досліджував риб Південної Азії. Рамзі викупив частину колекції Дея, зокрема 150 типових екземплярів. У квітні 1884 року він відвідав Единбург, де був обраний членом Королівського товариства Единбурга.
Після того, як 1894 року Рамзі звільнився з посади куратора музею за станом здоров'я, він продовжував працювати як консультант з орнітології до 1909 року.
Едвард Пірсон Рамзі описав багато видів тварин. Зокрема, у співпраці з Джеймсом Дугласом Огілбі він описав 55 видів риб.
Рамзі описав такі види, як:
- Двокігтева черепаха (Carettochelys insculpta)
- Алістер жовтоплечий (Alisterus chloropterus)
- Новогвінейська смертельна змія (Acanthophis praelongus) та інші.

16 грудня 1916 року Едвард Пірсон Рамзі помер від карциноми шлунку.
На честь Рамзі було названо два види австралійських змій: Aspidites ramsayi та Austrelaps ramsayi, а також рід птахів Ramsayornis.